# IPP Open 2013
L'IPP Open 2013 è stato un torneo di tennis facente parte della categoria ATP Challenger Tour nell'ambito dell'ATP Challenger Tour 2013. È stata la 13ª edizione del torneo che si è giocato a Helsinki in Finlandia dall'11 al 17 novembre 2013 su campi in cemento indoor e aveva un montepremi di $42,500.

## Partecipanti singolare

### Teste di serie
| Nazionalità | Giocatore             | Ranking* | Testa di serie |
| ----------- | --------------------- | -------- | -------------- |
| Finlandia   | Jarkko Nieminen       | 39       | 1              |
| Polonia     | Łukasz Kubot          | 71       | 2              |
| Slovacchia  | Lukáš Lacko           | 74       | 3              |
| Russia      | Evgenij Donskoj       | 80       | 4              |
| Germania    | Jan-Lennard Struff    | 99       | 5              |
| Kazakistan  | Andrej Golubev        | 100      | 6              |
| Austria     | Andreas Haider-Maurer | 112      | 7              |
| Germania    | Dustin Brown          | 126      | 8              |

- Ranking al 4 novembre 2013.

### Altri partecipanti
Giocatori che hanno ricevuto una wild card:
- Karen Chačanov
- Micke Kontinen
- Jarkko Nieminen
- Herkko Pöllänen

Giocatori che sono passati dalle qualificazioni:
- Jacob Adaktusson
- Jahor Herasimaŭ
- Denis Matsukevich
- Ante Pavić

## Vincitori

### Singolare
Jarkko Nieminen ha battuto in finale  Ričardas Berankis con il punteggio di 6–3, 6–1

### Doppio
Henri Kontinen /  Jarkko Nieminen hanno battuto in finale  Dustin Brown /  Philipp Marx con il punteggio di 7–5, 5–7, [10-5]